# Christian Heinrich Friedrich Peters

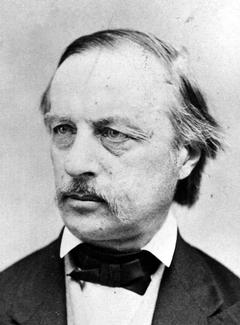
Christian Heinrich Friedrich Peters

Christian Heinrich Friedrich Peters (* 19. September 1813 in Koldenbüttel, Schleswig-Holstein; † 18. Juli 1890 in Clinton, New York) war ein deutsch-US-amerikanischer Astronom.

## Leben
| (72) Feronia    | 29. Mai 1861       |
| (75) Eurydike   | 22. September 1862 |
| (77) Frigga     | 12. November 1862  |
| (85) Io         | 19. September 1865 |
| (88) Thisbe     | 15. Juni 1866      |
| (92) Undina     | 7. Juli 1867       |
| (98) Ianthe     | 18. April 1868     |
| (102) Miriam    | 22. August 1868    |
| (109) Felicitas | 9. Oktober 1869    |
| (111) Ate       | 14. August 1870    |
| (112) Iphigenia | 19. September 1870 |
| (114) Kassandra | 23. Juli 1871      |
| (116) Sirona    | 8. September 1871  |
| (122) Gerda     | 31. Juli 1872      |
| (123) Brunhild  | 31. Juli 1872      |
| (124) Alkeste   | 23. August 1872    |
| (129) Antigone  | 5. Februar 1873    |
| (130) Elektra   | 17. Februar 1873   |
| (131) Vala      | 24. Mai 1873       |
| (135) Hertha    | 18. Februar 1874   |
| (144) Vibilia   | 3. Juni 1875       |
| (145) Adeona    | 3. Juni 1875       |
| (160) Una       | 20. Februar 1876   |
| (165) Loreley   | 9. August 1876     |
| (166) Rhodope   | 15. August 1876    |
| (167) Urda      | 28. August 1876    |
| (176) Iduna     | 14. Oktober 1877   |
| (185) Eunike    | 1. März 1878       |
| (188) Menippe   | 18. Juni 1878      |
| (189) Phthia    | 9. September 1878  |
| (190) Ismene    | 22. September 1878 |
| (191) Kolga     | 30. September 1878 |
| (194) Prokne    | 21. März 1879      |
| (196) Philomela | 14. Mai 1879       |
| (199) Byblis    | 9. Juli 1879       |
| (200) Dynamene  | 27. Juli 1879      |
| (202) Chryseïs  | 11. September 1879 |
| (203) Pompeja   | 25. September 1879 |
| (206) Hersilia  | 13. Oktober 1879   |
| (209) Dido      | 22. Oktober 1879   |
| (213) Lilaea    | 16. Februar 1880   |
| (234) Barbara   | 12. August 1883    |
| (249) Ilse      | 16. August 1885    |
| (259) Aletheia  | 28. Juni 1886      |
| (261) Prymno    | 31. Oktober 1886   |
| (264) Libussa   | 22. Dezember 1886  |
| (270) Anahita   | 8. Oktober 1887    |
| (287) Nephthys  | 25. August 1889    |

Die Eltern von Christian H. F. Peters waren Hartwig Peters (1784–1848), seit 1825 Pastor in Flensburg, und dessen Ehefrau Catharina Paulina Böckmann (1790–1878). Er hatte drei weitere Brüder, von denen Eduard Peter Matthias Peters (* 1812; † 1873) Obergerichtsadvokat in Meldorf wurde, der das Nanny-Peters-Stift in Meldorf errichtete. Sein Bruder Wilhelm Peters wurde Naturforscher und Otto Nikolaus Henning Peters (* 7. Januar 1819; † 1905) wurde später Propst in Flensburg und hatte seine Pfarrstelle in der Flensburger Kirche St. Marien. Der jüngste Bruder, Hartwig Peters, war als Kaufmann in Messina (Sizilien) tätig.
Peters studierte Astronomie und Mathematik bei J. F. Encke an der Berliner Universität und arbeitete nach seiner Promotion als Assistent des Mathematikers Carl Friedrich Gauß in Göttingen.
Zusammen mit dem Geologen Wolfgang Sartorius von Waltershausen unternahm er eine Exkursion nach Sizilien und führte Untersuchungen des Vulkans Ätna durch. Ein Zeugnis dieser Reise ist der Meridian in der Kathedrale von Acireale. Dieser besteht aus einer langen Reihe farbiger Bodenfliesen, die zahlreiche geografische und astronomische Messwerte von Peters’ geodätischen Arbeiten sowie seine biografischen Daten zeigen.
Später arbeitete er am Observatorium von Capodimonte in Neapel, wo er Sonnenflecken beobachtete und 1846 den sehr lichtschwachen Kometen (1846 VI) entdeckte. Da sich die von ihm durchgeführten Bahnbestimmungen als falsch erwiesen, konnte der Komet erst im Jahre 1982 wiederentdeckt werden.
Infolge politischer Unruhen musste Peters 1849 nach Frankreich flüchten. Von dort aus ging er mittellos nach Konstantinopel (heute Istanbul). Aufgrund seiner sehr guten Sprachkenntnisse – Peters beherrschte außer mehreren europäischen Sprachen Altgriechisch, Latein, Hebräisch, Arabisch, Persisch und Türkisch – wurde er zum wissenschaftlichen Berater von Reshid Pascha, dem Großwesir des Sultans Mejid II.
Auf Anregung des amerikanischen Botschafters in der Türkei und ausgestattet mit einem Empfehlungsschreiben von Alexander von Humboldt ging Peters 1854 nach Nordamerika. Er suchte das Observatorium der Harvard-Universität auf und referierte auf einem Treffen der American Association for the Advancement of Science in Providence, Rhode Island, über seine Sonnenbeobachtungen. Peters vertrat die Ansicht, dass auf der Sonne gewaltige elektrische Stürme vorherrschen. Darüber hinaus hatte er beobachtet, dass sich die Sonnenflecken nicht nur infolge der Rotation in äquatorialer Richtung, sondern auch entlang der Längengrade bewegen. 1856 wurde er in die American Academy of Arts and Sciences gewählt, 1876 in die National Academy of Sciences.
In der Folgezeit erhielt Peters eine Anstellung am Dudley Observatorium in Albany, New York. Hier entdeckte er am 25. Juli 1857 einen weiteren Kometen. Die Anstellung war allerdings schlecht bezahlt und es kam permanent zu Reibereien zwischen den Wissenschaftlern und den Geldgebern des Institutes.
1859 nahm Peters die Stelle eines Professors für Astronomie am Hamilton College in Clinton, New York, an. Das Institut verfügte über ein neu errichtetes Observatorium mit einem 13-½-Zoll-Refraktor, seinerzeit eines der größten Teleskope Amerikas. Die Astronomie hatte jedoch zu dieser Zeit keinen hohen Stellenwert in den Staaten und so war auch diese Stelle schlecht bezahlt und Peters lebte weiterhin am Existenzminimum. Seine in dieser Zeit durchgeführten Beobachtungen der Sonnenflecken wurden erst nach seinem Tode veröffentlicht.
Als Peters 1861 den Asteroiden Feronia entdeckte, wurde die Fachwelt wieder auf ihn aufmerksam. Peters hatte eigentlich den Asteroiden Maja gesucht, der zuvor von H.P. Tuttle entdeckt worden war. In den folgenden Jahren gelang ihm die Entdeckung von 48 Asteroiden. Lediglich der Rekordentdecker Johann Palisa war auf diesem Gebiet erfolgreicher. 2015 wurde der Asteroid (100007) Peters nach ihm benannt.

## Veröffentlichungen (Auswahl)
- mit Edward Ball Knobel: Ptolemy’s Catalogue of Stars. A Revision of the Almagest. Washington 1915 (= Carnegie Institution of Washington. Publication No. 86).